# Fotbalul în Macedonia de Nord

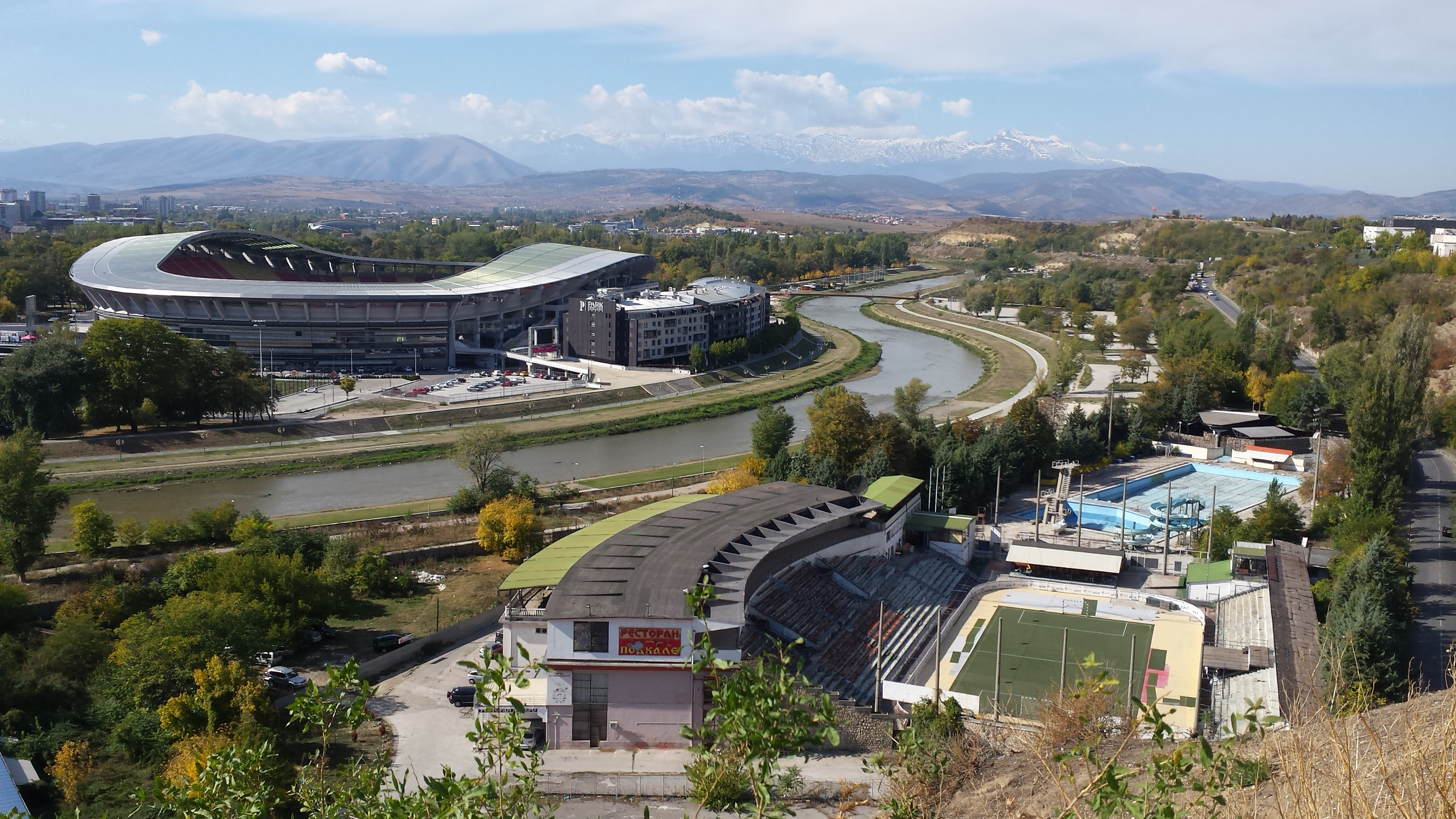
Arena Filip al II-lea din Skopje este stadionul pe care își desfășoară meciurile din Echipa națională de fotbal a Macedoniei

Fotbalul este cel mai popular sport din Republica Macedonia. Țara a devenit membră a FIFA în 1994.
Echipa națională a făcut câteva meciuri remarcabile în preliminariile pentru Campionatul European precum și în cele pentru Cupa Mondială. Cel mai bun rezultat a fost cel realizat în meciul din deplasare cu Anglia din octombrie 2002, care s-a terminat la egalitate, scor 2-2. Doi ani mai târziu, Macedonia a remizat cu Țările de Jos acasă, scor 2-2 (octombrie 2004). Jocul din deplasare din anul următor, care s-a jucat la Amsterdam, s-a încheiat de asemenea cu o remiză (0-0). Pe 7 octombrie 2006, naționala a reușit o nouă remiză în fața Angliei, la Manchester. Pe 17 noiembrie 2007, Macedonia a învins Croația cu scorul de 2-0.

## Format
Organismul de conducere a fotbalului în Republica Macedonia este Federația de Fotbal din Macedonia. Ea se ocupă cu organizarea:
- Ligilor:
  - Prima Ligă Macedoneană
  - A Doua Ligă Macedoneană
  - A Treia Ligă Macedoneană
  - Ligile regionale ale Macedoniei
- Cupelor:
  - Cupa Macedoniei
  - Supercupa Macedoniei
- Echipelor naționale:
  - Echipa națională de fotbal a Macedoniei
  - Echipa națională de fotbal a Macedoniei sub 21 de ani
  - Echipa națională de fotbal a Macedoniei sub 19 ani
  - Echipa națională de fotbal a Macedoniei sub 17 ani
  - Echipa națională de fotbal feminin a Macedoniei

## Echipe
De departe cele mai populare cluburi din țară sunt Vardar (Skopje), prima echipă care s-a calificat în grupele Europa League, Rabotnički (Skopje), Shkëndija (Tetovo), Pelister (Bitola) și Pobeda (Prilep).

## Istorie

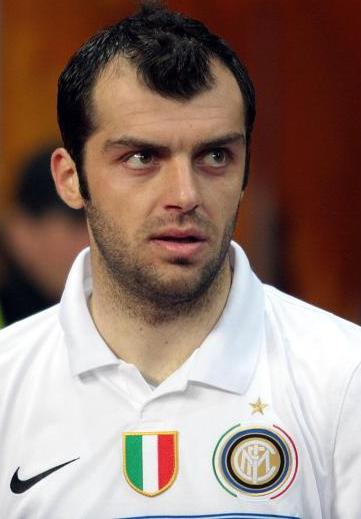
Goran Pandev a fost ales cel mai bun jucător macedonean al anului de cinci ori. El și-a petrecut mare parte a carierei în Italia

Începuturile fotbalului în Macedonia datează de la începutul secolului XX. De fapt, primul meci a fost jucat în Skopje pe 20 aprilie 1919. Această partidă i-a pus față în față pe cei mai buni componenți ai armatei Angliei și echipa Napredok din Skopje. Napredok avea să câștige meciul cu scorul de 2-0. În locul în care s-a desfășurat partida a fost ridicat un monument sub formă de minge de fotbal care cântărește aproximativ 250 de livre (133 de kilograme), cu o plachetă care menționează că în acel loc s-a primul meci oficial de fotbal pe teritoriul Macedoniei. Monumentul a fost ridicat în 1979, pentru a marca aniversarea a 70 de ani de la începuturile fotbalului din Macedonia.
Începând cu anul 1909, au fost înființate mai multe cluburi. Din 1918 cluburile de pe teritoriul actual al Republicii Macedonia au concurat în campionatul Iugoslaviei. Până la sfârșitul anilor 1930 și începutul anilor 1940 liga sistemul de ligi a fost schimbat, iar cluburile macedonene au jucat în liga sârbă.
În 1945, la sfârșitul celui de-al Doilea Război Mondial, (provincia) Banovina Vardar
a fost reintegrată în Iugoslavia, și RS Macedonia a devenit una dintre cele 6 republici componente ale Iugoslaviei. În 1945, după cel de-al Doilea Război Mondial, o secție de fotbal a Asociației de Sport din Skopje a fost înființată, avându-l pe Gustav Vlahov în calitate de președinte. În cele din urmă, la 14 august 1949, s-a înființat Federația Macedoneană de Fotbal, care a făcut  parte din Asociația de Fotbal din Iugoslavia până în 1991, când Macedonia și-a declarat independența. Primul președinte al Federației de Fotbal din Macedonia a fost Ljubisav Ivanov-Dzingo. 
În 1991, Republica Macedonia a devenit un stat suveran, independent. Cluburile macedonene de fotbal au abandonat sistemul iugoslav de ligi și și-au creat propriul lor campionat. Primul campionat în Macedonia a fost organizat în sezonul 1992-1993, în care au participat 18 echipe. Vardar Skopje a fost prima campioană a țării, terminând sezonul fără nicio înfrângere. De asemenea, acestea a câștigat și prima Cupă a Macedoniei. În 1994, Macedonia a devenit membră a FIFA și UEFA după destrămarea Iugoslaviei. Cluburile macedonene au jucat pentru prima dată în cupele europene în 1995. FK Vardar a jucat în Cupa UEFA împotriva echipei maghiare Bichișciaba și a pierdut cu 1-2 la general. FK Sileks a jucat în Cupa Cupelor UEFA, eliminând-o pe Vác Samsung în primul tur preliminar, însă a ieșit din competiție încă din al doilea tur, după ce a fost eliminată de Borussia Mönchengladbach.
Primul meci pe care l-a jucat Echipa națională de fotbal a Macedoniei în istoria sa a fost victoria cu 4-1 victorie împotriva Sloveniei, obținută într-un amical care s-a jucat pe data de 13 octombrie 1993, sub comanda antrenorului Andon Dončevski. Macedonia a câștigat și următoarele două meciuri amicale, cele împotriva Sloveniei și Estoniei. A urmat prima înfrângere, cea cu Turcia din 31 august 1994 (înainte de acest meci, naționala mai pierduse în fața lui Club Atlético Peñarol cu scorul de 0-4 într-un meci desfășurat la Montevideo în februarie 1994). Prima reprezentativă îl avea pe atunci pe Darko Pančev, care a câștigat Cupa Campionilor Europeni cu Steaua Roșie Belgrad în 1991 și, de asemenea, a jucat pentru Internazionale în Italia. Macedonia a intrat pentru prima dată în calificările unei competiții FIFA odată cuPreliminariile pentru Campionatul European din 1996, unde a jucat cu Spania, Danemarca, Belgia, Cipru, și Armenia. În meciul de deschidere, care a fost, de asemenea, primul meci oficial al echipei, Macedonia a jucat împotriva Danemarcei, campioana en-titre de atunci. Jocul s-a jucat pe Stadionul din Skopje la 7 septembrie 1994 și s-a terminat 1-1 (primul gol a fost marcat de Mitko Stojkovski), cu Macedonia conducând pentru mare parte a meciului după ce a marcat în al patrulea minut. De atunci, Macedonia a participat la toate turneele de calificare organizate de FIFA și UEFA.
În 2016, naționala de tineret s-a calificat la turneul final al Campionatului European de Fotbal sub 21 de ani după ce a terminat prima în a treia grupă de calificare, având adversari ca Franța, Islanda, Ucraina, Scoția și Irlanda de Nord. A fost prima dată când orice echipa națională de fotbal a Macedoniei s-a calificat la un turneu major. În anul 2017, capitala Republicii Macedonia, Skopje, a găzduit Supercupa Europei 2017 dintre Real Madrid și Manchester United. De asemenea, în acel an, Vardar a avansat în faza grupelor din UEFA Europa League, după ce a câștigat două meciuri împotriva echipei turce Fenerbahçe în  play-off, fiind primul club macedonean care s-a calificat într-o competiție UEFA.

## Sistemul de ligi
| Nivel | Ligă/Împărțire                                         | Ligă/Împărțire                                         | Ligă/Împărțire                                         | Ligă/Împărțire                                         | Ligă/Împărțire                                         | Ligă/Împărțire                                         | Ligă/Împărțire                                         | Ligă/Împărțire                                         | Ligă/Împărțire                                         | Ligă/Împărțire                                         | Ligă/Împărțire                                         | Ligă/Împărțire                                         |
| 1     | 1.MFL 10 cluburi                                       | 1.MFL 10 cluburi                                       | 1.MFL 10 cluburi                                       | 1.MFL 10 cluburi                                       | 1.MFL 10 cluburi                                       | 1.MFL 10 cluburi                                       | 1.MFL 10 cluburi                                       | 1.MFL 10 cluburi                                       | 1.MFL 10 cluburi                                       | 1.MFL 10 cluburi                                       | 1.MFL 10 cluburi                                       | 1.MFL 10 cluburi                                       |
| 2     | 2. MFL 20 de cluburi împărțite în 2 serii a 10 cluburi | 2. MFL 20 de cluburi împărțite în 2 serii a 10 cluburi | 2. MFL 20 de cluburi împărțite în 2 serii a 10 cluburi | 2. MFL 20 de cluburi împărțite în 2 serii a 10 cluburi | 2. MFL 20 de cluburi împărțite în 2 serii a 10 cluburi | 2. MFL 20 de cluburi împărțite în 2 serii a 10 cluburi | 2. MFL 20 de cluburi împărțite în 2 serii a 10 cluburi | 2. MFL 20 de cluburi împărțite în 2 serii a 10 cluburi | 2. MFL 20 de cluburi împărțite în 2 serii a 10 cluburi | 2. MFL 20 de cluburi împărțite în 2 serii a 10 cluburi | 2. MFL 20 de cluburi împărțite în 2 serii a 10 cluburi | 2. MFL 20 de cluburi împărțite în 2 serii a 10 cluburi |
| 3     | 3. MFL 75 de cluburi împărțite în 6 serii              | 3. MFL 75 de cluburi împărțite în 6 serii              | 3. MFL 75 de cluburi împărțite în 6 serii              | 3. MFL 75 de cluburi împărțite în 6 serii              | 3. MFL 75 de cluburi împărțite în 6 serii              | 3. MFL 75 de cluburi împărțite în 6 serii              | 3. MFL 75 de cluburi împărțite în 6 serii              | 3. MFL 75 de cluburi împărțite în 6 serii              | 3. MFL 75 de cluburi împărțite în 6 serii              | 3. MFL 75 de cluburi împărțite în 6 serii              | 3. MFL 75 de cluburi împărțite în 6 serii              | 3. MFL 75 de cluburi împărțite în 6 serii              |
| 4     | 4. MFL 15 ligi regionale                               | 4. MFL 15 ligi regionale                               | 4. MFL 15 ligi regionale                               | 4. MFL 15 ligi regionale                               | 4. MFL 15 ligi regionale                               | 4. MFL 15 ligi regionale                               | 4. MFL 15 ligi regionale                               | 4. MFL 15 ligi regionale                               | 4. MFL 15 ligi regionale                               | 4. MFL 15 ligi regionale                               | 4. MFL 15 ligi regionale                               | 4. MFL 15 ligi regionale                               |